# Pinceliere
O Pinceliere era um copo onde os pincéis da pintura a óleo eram lavados com terebentina. Ele acumulava uma mistura de vários pigmentos ou de cores sujas (uma espécie de cinzento) que era bastante útil para os velhos mestres da pintura, como Rembrandt. Estes colocavam esta tinta nas primeiras camadas e utilizavam-nas para fazer inclusivamente os primeiros desenhos na tela.